# Korintski zaliv
Korintski zaliv (grško Κορινθιακός Kόλπος, Korinthiakόs Kόlpos) je globoka zajeda v Jonskem morju, ki ločuje Peloponez od zahodne celinske Grčije. Na vzhodu je omejen s Korintsko ožino, čez katero je zgrajen Korintski prekop, in na zahodu z ožino Rion, ki se širi v krajši zaliv Patras (del Jonskega morja) in jo je na najožji točki prečkal leta 2004 zgrajen most Rio-Antirrio. Zaliv je obrobljen z velikimi upravnimi enotami (prefekturami): Etolija-Akarnanija in Fokida na severu, Beocija na severovzhodu, Atika na vzhodu, Korintija na jugovzhodu in jugu ter Ahaja na jugozahodu. Zaliv je v tektonskem gibanju primerljiv z gibanjem v delih Islandije in Turčije in raste 10 mm letno.
V srednjem veku je bil zaliv znan kot zaliv Lepant (Nafpaktos, grško Ναύπακτος).
Plovne poti med grškim trgovskim pristaniščem Pirej do zahodnega Sredozemlja in pristanišči potekajo vzdolž tega zaliva. Nadaljnji prehod s trajektom povezuje Egion in Egion Nikolaos proti zahodnemu delu zaliva.
- Dolžina: 130 km
- Širina: 8,4 to 32 km
- Največja globina 935 m

## Geologija
Zaliv je nastal s širitvijo tektonskega preloma, ki je nastal zaradi gibanja anatolske plošče proti zahodu in se širi 10 do 15 mm letno glede na evrazijsko ploščo.  Okoliški prelomi lahko povzročijo potrese do magnitude 6,8, čeprav so sorazmerne redki.
Korintski zaliv je aktivna ekstenzijska morska sedimentna kotlina, ki je začela nastajati v poznem miocenu - pleistocenu. Kotlina je omejena s peloponeškim višavjem na jugu in proti zahodu premikajočim anatolskim prelomom na severu. Aktivni in neaktivni prelomi kotline ustvarjajo povezano syn-rift sedimentnega polnjenja. To zagotavlja edinstveno priložnost za znanstvenike, da proučujejo tektonski in stratigrafski razvoj preloma in s tem nadaljnje razumevanje, kako je kotlina dejansko nastala.
Domneva se, da se skorja razteza s kombinacijo dejavnikov: gibanja proti zahodu severnega anatolskega preloma, gravitacijskega razpada odebeljene Helenidne orogene skorje, subdukcije in vrtenja nazaj afriške plošče nad Helenski jarek. Ko se afriška plošča podriva pod ploščo Egejskega morja, se ta v bistvu potegne čeznjo, kar sproža raztezanje. Prelom se pojavlja kot raztezanje plošče, ki slabi odebeljeno skorjo, kar povzroča njen propad in ustvarja kotlino.

## Narava
Občasno zaidejo v zaliv plavutasti kiti (Balaenoptera physalus) ali delfini. 

## Zalivi in zalivčki
- Zaliv Alkyonides, vzhod
- Zaliv Crissaean (Zaliv Crissa), sever
- Zaliv Antikyra, sever
- Dombraina (Domvrena), sever
- Preliv Rio, zahod

## Otoki
Trizonia (edini naseljen), otoki Alkyonides (skupina otočkov), otočki Ambelos, Fonias in Prassoudi

## Mostovi
- Most Rio-Antirrio

## Naselja
Naselja, ki ležijo ob zalivu so:
Nafpaktos, Sergoula Beach, Glyfada, Spilia, Egion Nikolaos, Galaxidi, majhno pristanišče Itea, Kirra, majhno pristanišče Agios Vasileios, Porto Germeno (Aigosthena), velika plaža Psatha, Alepochori, Loutraki, Korint, Kiato, Xylokastro, Derveni, Krathio, obalno mesto Diakopto, Aigio, glavno pristanišče Patras, Longos, Selianitika, Akoli, Kato Rodina in Psathopyrgos.

## Pritoki

### S severa
Reka Mornos

### Z juga
Reke: Volinaios, Selemnos, Selinounta, Vouraikos, Diakopto, Stygas, Zacholitikos, Asopus (Corinthia), Sythas - Xylokastro
Potoki: Arachovitika in Drepano